# Valéria Benke
Valéria Benke (* 26. Juni 1920 in Gyönk, Komitat Tolna; † 7. Juni 2009 in Budapest) war eine ungarische Politikerin der Ungarischen Sozialistischen Arbeiterpartei MSZMP (Magyar Szocialista Munkáspárt), die unter anderem zwischen 1958 und 1961 Kulturministerin der Volksrepublik Ungarn war. Auf dem X. Parteikongress am 28. November 1970 wurde sie als erste Frau zum Mitglied des Politbüros des ZK der MSZMP gewählt und gehörte diesem obersten Führungsgremium der Ungarischen Sozialistischen Arbeiterpartei bis 1985 an.

## Leben

### Lehrerin, Parteifunktionärin und Abgeordnete
Valéria Benke, Tochter eines Goldschmieds, absolvierte nach dem Schulbesuch ein Studium an der Pädagogischen  Hochschule Gyula Juhász in Szeged und trat 1941 der illegalen Ungarischen Kommunistischen Partei bei. Nach Abschluss des Studiums war sie zwischen 1943 und 1944 als Hilfslehrerin in der Gemeinde Gádor im Bezirk Zombor tätig, ehe sie 1944 Parteifunktionärin wurde. Zunächst wurde sie Ende 1944 Regionalsekretärin der KMP in Szeged und anschließend 1945 Professorin an der Zentralen Parteihochschule.
Mitte 1946 wurde sie Mitglied der Parteileitung in dem aus dem Stadtteil Kőbánya bestehenden X. Bezirk von Budapest und gehörte dieser bis 1948 an.
Am 15. Mai 1949 wurde sie für die MDP erstmals zur Abgeordneten des Parlaments (Országgyűlés) gewählt und vertrat dort zunächst Groß-Budapest, danach seit 1958 das Komitat Tolna sowie zuletzt von 1967 bis zum 10. Februar 1971 den Wahlbezirk Budapest No. 34.
Zwischenzeitlich wurde sie 1948 Sekretärin des Ungarischen Demokratischen Frauenbundes MNDSZ (Magyar Nők Demokratikus Szövetsége) in Budapest und 1950 für kurze Zeit Mitarbeiterin in der ZK-Abteilung für Kader der aus der KMP hervorgegangenen Partei der Ungarischen Werktätigen MDP (Magyar Dolgozók Pártja), ehe sie 1951 Sekretärin des Nationalen Friedensrates (Országos Béketanács) wurde.
Am 1. März 1951 wurde Valéria Benke Kandidatin des ZK der MDP. Zwischenzeitlich begann sie 1952 ein Studium der Fächer ungarische Sprache und ungarische Literatur an der Eötvös-Loránd-Universität in Budapest, das sie 1957 mit einem Lehramtsprüfung abschloss. Noch während des Studiums fungierte sie zwischen 1954 und Anfang 1958 Mitglied des Vorstandes des Ungarischen Rundfunks MR (Magyar Rádió) und war nach dem Volksaufstand zwischen dem 30. Oktober 1956 und dem 27. August 1957 dessen Vizepräsidentin.

### ZK-Mitglied, Kulturministerin und Mitglied des Politbüros
Nachdem sie am 30. Mai 1954 Mitglied des ZK der MDP geworden war, wurde sie am 26. Februar 1957 auch zum Mitglied des ZK der MSZMP gewählt, die aus der MDP hervorgegangen war, und gehörte diesem bis zum 22. Mai 1988 an.
Am 28. Januar 1958 wurde sie Kulturministerin in der Regierung von Ministerpräsident Ferenc Münnich und bekleidete dieses Ministeramt bis zum 13. September 1961.
Anschließend wurde sie 1961 Chefredakteurin der sozialwissenschaftlichen Monatszeitschrift Társadalmi Szemle und leitete diese bis zu ihrem Eintritt in den Ruhestand im Dezember 1988.
Während ihrer Parlamentszugehörigkeit war sie zuletzt vom 14. April 1967 bis zum 12. Mai 1971 auch Mitglied des Präsidiums des Parlaments (A Magyar Népköztársaság Elnöki Tanácsa), ein kollektives Gremium, dessen Vorsitzender Staatspräsident der Volksrepublik Ungarn war.
Auf dem X. Parteitag der MSZMP wurde Valéria Benke zum Mitglied des Politbüros des ZK gewählt und stieg damit als erste Frau in der Geschichte der Volksrepublik Ungarn in dieses höchste Führungsgremium der Ungarischen Sozialistischen Arbeiterpartei auf. Sie gehörte diesem Gremium 15 Jahre lang bis zum XIII. Parteitag am 28. März 1985 an. Zugleich war sie Mitglied der Politbürokommission für Agitation und Propaganda.